# George Harrison: Living in the Material World
Ne doit pas être confondu avec Living in the Material World.
Pour plus de détails, voir Fiche technique et Distribution.
George Harrison: Living in the Material World est un film documentaire américain de Martin Scorsese diffusé pour la première fois en octobre 2011.

## Synopsis
La vie de George Harrison vue à travers des interviews et des images d'archives souvent inédites.

## Historique
Ce documentaire reprend le titre de son second album solo, et d'une des chansons de celui-ci, qu'il a réalisé après la séparation des Beatles. Olivia Harrison participe activement avec Martin Scorsese à l'élaboration à ce film.
Bien que George Harrison ait été un spirituel éclectique, qui explora diverses disciplines et traditions, l'élément qui est resté constant toute sa vie a été sa pratique de la technique de méditation qu'il a apprise de Maharishi : « Je pratique toujours la méditation transcendantale et je pense que c'est génial. Maharishi ne nous a jamais apporté que de bonnes choses, et bien que je n'aie pas été avec lui physiquement, je ne l'ai jamais quitté »,.
Les liens qui unissent Martin Scorsese et George Harrison ne se limitent pas à l'amour de la musique, le réalisateur primé est lui aussi un pratiquant de la méditation transcendantale.

## Fiche technique
- Titre George Harrison: Living in the Material World
- Réalisation : Martin Scorsese
- Photographie : Robert Richardson
- Montage : David Tedeschi
- Production :Olivia Harrison, Martin Scorsese, Nigel Sinclair
- Sociétés de production :  Grove Street Productions, Sikelia Productions, Spitfire Pictures
- Sociétés de distribution :  HBO Films,  BBC Films
- Pays d'origine :  États-Unis
- Langue : anglais
- Genre : Film documentaire
- Durée : 204 minutes (3 h 24)

## Diffusion
Initialement destiné à la télévision, le film a connu quelques exploitations sur grand écran à l'occasion de festivals. Il est présenté pour la première fois le 2 septembre 2011 au festival du film de Telluride puis deux semaines plus tard (16 septembre) au festival de Saint-Sébastien. Le 5 octobre, le film est diffusé pour la première fois sur HBO aux États-Unis. Il est symboliquement projeté le même jour dans le théâtre de la petite ville de Fairfield, dans l'état de l'Iowa. C'est le siège d'une université fondée par Maharishi Mahesh Yogi et dont le public est composé de 500 méditants. Cette projection exclusive est offerte en soutien à la Fondation David Lynch qui se propose d'offrir la méditation transcendantale aux anciens combattants, aux écoliers des quartiers difficiles, aux sans-abris, aux détenus des prisons, aux Amérindiens et aux autres populations à risque du Syndrome de Stress Post-Traumatique (SSPT).
En France, il sort directement en DVD le 17 octobre 2011.

## Distribution
- Eric Idle
- Paul McCartney
- Ringo Starr
- George Harrison (images d'archives)
- Eric Clapton
- Phil Spector
- Yoko Ono
- Tom Petty
- Dhani Harrison
- George Martin
- Olivia Harrison
- Jeff Lynne

## Distinctions

### Récompenses
- 2012 : Critics Choice Awards du meilleur documentaire.

## Analyse
La couverture, représentant Harrison dans une piscine, est une photo prise en février 1965 à Nassau durant le tournage de Help!.